# Собор Святого Климента (Одеса)
Собор Святого Климента (Нова польська церква) — втрачений римо-католицький костел в Одесі.

## Історія

### Спорудження старого костелу

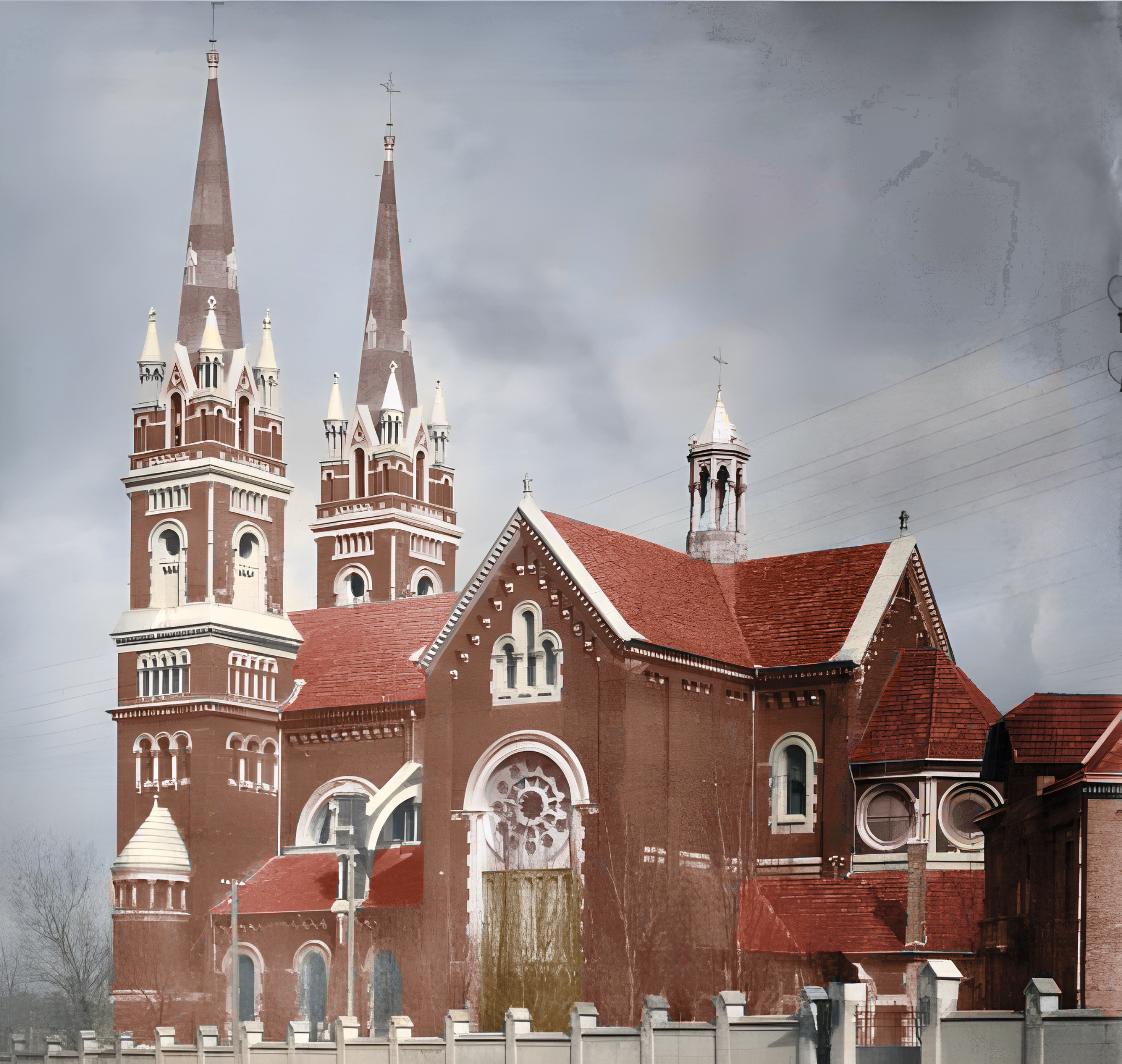
Церква Святого Климента перед руйнуванням

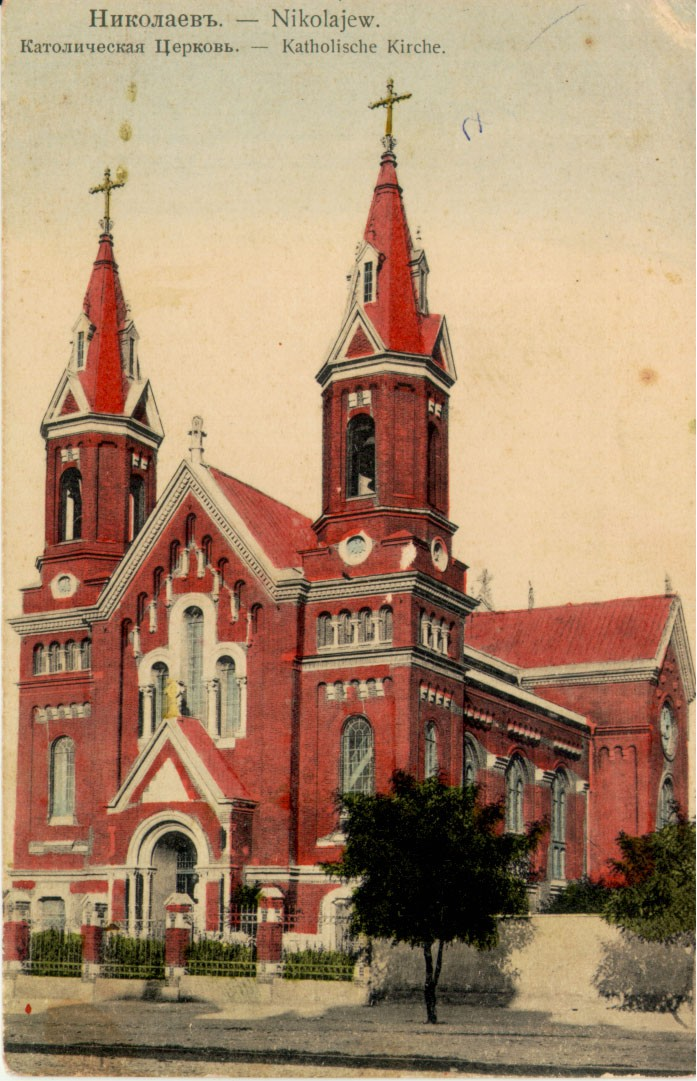
Костел святого Йосипа (Миколаїв) — став прообразом костелу в Одесі

За перші 100 років існування міста в Одесі оселилася велика польська діаспора, що компактно проживала в районі перехрестя вулиць Балківської та Заньковецької, який складався з невеликих дерев'яних будинків.
Наприкінці ХІХ століття вирішено побудувати для колоністів католицький собор, тому що в Одесі до того існував тільки костел на Катерининській вулиці.
10 жовтня 1892 у міську управу поступило прохання каноніка Р. Рейхерта на виділення ділянки для будівництва костелу, будинку причту, училища і притулку. 16 листопада міський голова Григорій Маразлі дав на це згоду, передав католицької громаді ділянку 1659 кв. саж., але будівництво костелу почалося значно пізніше, тому що не були зібрані необхідні кошти на складання проєкту та будівництво. Ділянка, яка була надана костелу, була розташована у Польській колонії біля перехрестя Балківської та Заньковецької вулиць. Польська колонія являла собою селище, що складалося з невеликих особистих будинків. Це поселення було повністю знищено у 1930-х, а на його місці лише у 1950-х побудовано багатоквартирні житлові будинки.

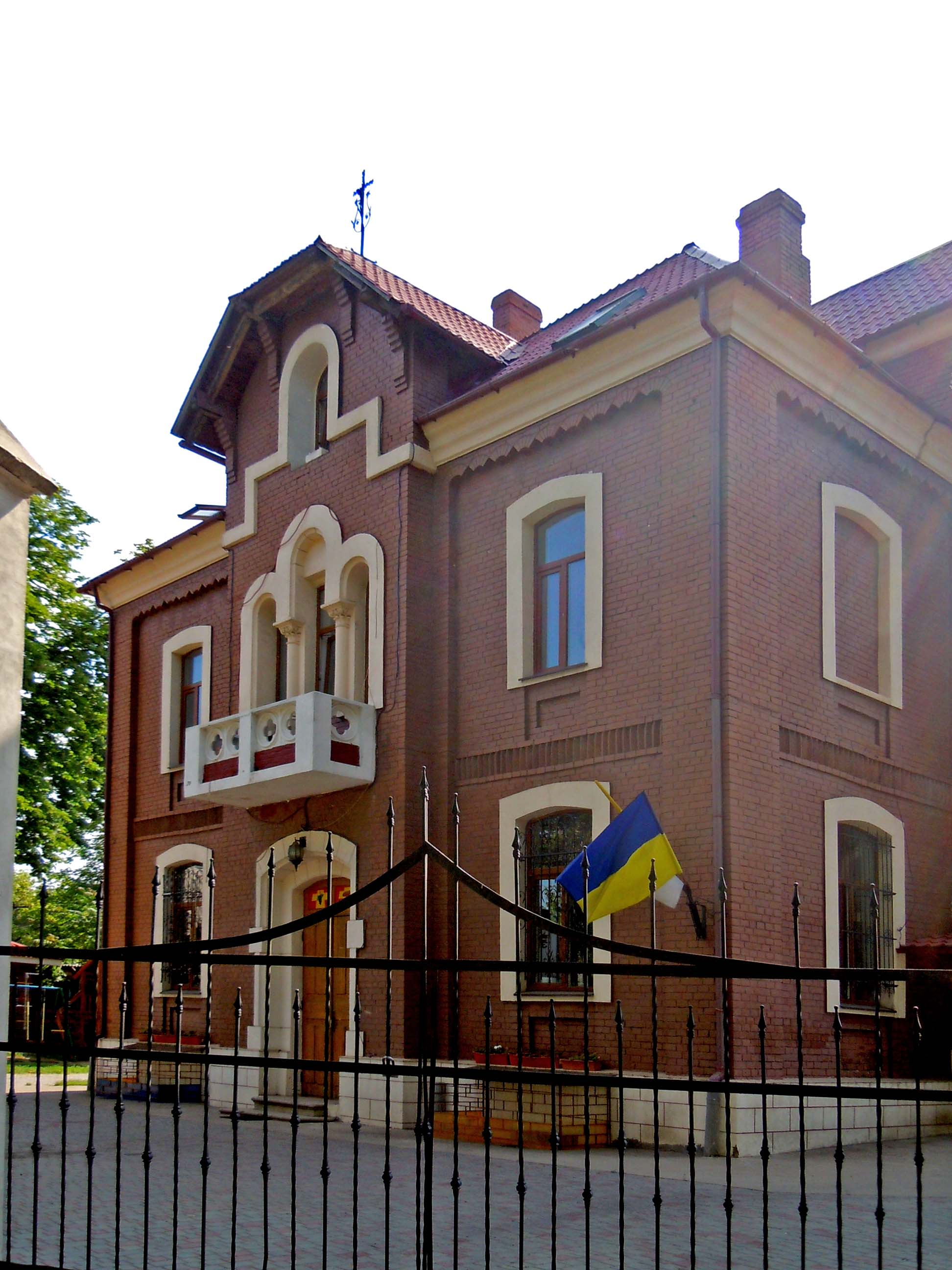
Костел Св. Климента 17 травня 2013 (до зруйнування собору — будинок причту)

Проєктування костелу було доручено поляку Владиславу Домбровському.
У 1899 проєкт костелу на Молдаванці був перероблений у бік збільшення декоративності за допомогою архітектора Льва Влодека, який теж був поляком. У ті часи архітектор Домбровський утілив у життя лише декілька проєктів у різних містах України, займаючись більше підрядними роботами, однак це був вже другий проєкт сакральної споруди. Перший костел Домбровського побудований у 1896 у Миколаєві у 1894–1896, вигляд костелу лише незначно відрізняється від одеського проєкту 1895 року.
Архітектор Лев Влодек на той час мав величезний досвід у проєктуванні та будівництві різноманітних громадських, виробничих і житлових споруд, мав добрий досвід у будівництві у цегляному стилі, до 1899 побудував за власними й іншими проєктами близько 70 будівель. Цілком імовірно, що готичні риси, які отримав проєкт костелу в 1899, надані саме ним.
У 1900 на костел і інші споруди було зібрано 160 тисяч карбованців, а під час наступного збору — ще 25 000. Серед благодійників трапляється і прізвище Влодек. Ймовірно, що саме архітектор Лев Влодек зробив грошовий вклад. Окремо відзначимо Костянтина Влодковича, якій, окрім загальних пожертвувань, на власні кошти побудував одну із дзвіниць костелу.
Згідно з довідником В. А. Пилявського першим у 1902 побудували будинок причту, який був виконаний у спільному з костелом стилі. Однак, якщо на однієї з фотографій у лівий частині видно фрагмент саме будинку причту, то у нинішні роки вигляд будинку змінився. Для дослідження цього питання допомогли би фотографії радянських років, які прояснили би його тодішній стан.
Тільки 10 березня 1903 відбулося урочисте закладення костелу. Костел був закладений єпископом Едуардом Роппом, на закладному камені було відзначено, що костел будується під час правління папи Лева ХІІІ та імператора Російської імперії Миколи II. Міська управа зобов'язала побудувати костел за три роки і у разі невиконання католицькою громадою умов відібрала би ділянку назад. Костел встигли побудувати вчасно у 1906, але роботи по оздобленню продовжувались цілих десять років.
На листівках костел підписаний як «Новий костел», але, можливо, під час зйомок він ще не був освячений. Відомо, що костел освятили на честь Святого Климента, настоятелем храму був призначений Йосип Шейнер.

### Зруйнування
За радянських часів костел працював до 1930-х, коли радянська влада постановила знищити польську колонію: житлові будинки розібрано, поляків депортовано, а костел у 1932 зачинено.
У 1936 зруйновано, хоч ця споруда вважалася видатною і у свій час потрапила до архітектурної енциклопедії Г. Барановського. Проте радянську владу більше цікавила відсутність згадок про те, що в цій місцевості колись жили поляки.
На місці костелу у 1950-х побудовано два житлових будинки. Дивом зберігся тільки невеликий будинок причту з фрагментом огорожі, яку добре видно на знімках часів Російської імперії та Притулок-інтернат для хлопчиків на протилежному боці Балківської вулиці (архітектор Лев Влодек, 1903). Також між будинками за адресами Заньковецької вул. № 11 та № 11А збереглись сходи, які вели до костелу.

### Відновлення
Нині же будинок причту відремонтований і знову належить католицької громаді з 6 грудня 1993, яка використовує будинок як каплицю на честь св. Климента. 23 листопада 1994 о. Тадеуш Хоппе освятив каплицю, облаштовану на першому поверсі відремонтованого парафіяльного будинку.

## Архітектура

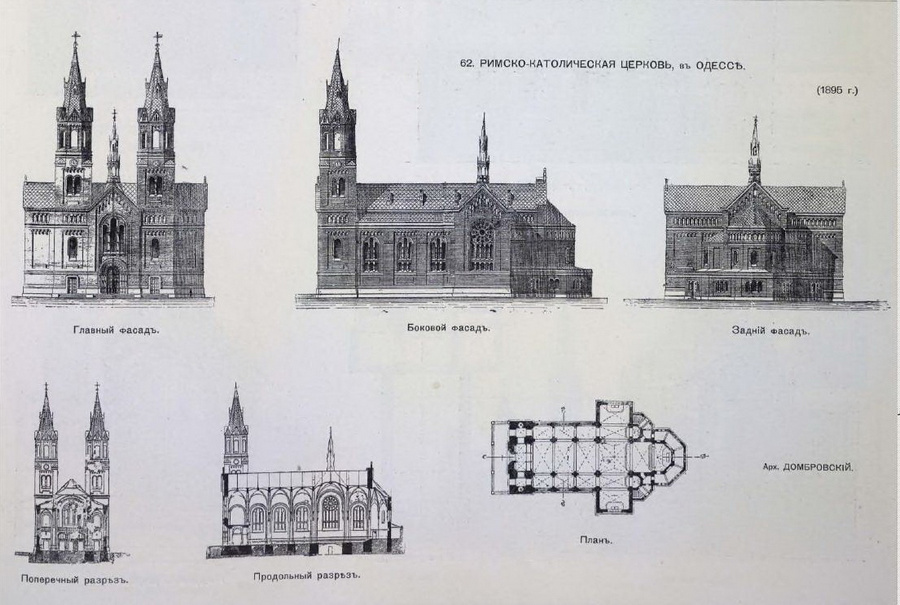
Проєкт костелу в Одесі та Миколаєві

У XIX столітті мав інший вигляд, ніж споруда що була побудована, тобто цілком у романських ремінісценціях. Дуже подібні риси отримав костел у місті Миколаєві, який згідно з даними інтернету будувався у 1894—1895 рр. і таким чином імовірно проєкт Одеського костелу був складений на основі миколаївського проєкту.
Костел загальною площею 3220 м² мав дві вежі-дзвіниці висотою 64 м дещо нагадував за плануванням Кельнський собор. Над нефом була розташована менша за розмірами вежа у готичному стилі. Первісне сполучення білого та яскраво червоного кольорів було дуже ефектним, про що згадували деякі сучасники будівництва храму. Костел мав два широкий неф з приділами за яким починалася апсида складної конфігурації. Загалом у храмі було сім вівтарів та шість сповідалень. Було влаштовано електричне освітлення, підлога виконана з бетоно-мозаїки. Звичайно ж у соборі був встановлений орган. Головний фасад та приділи мали східне вирішення з великими готичними розеттами та потрійними романськими вікнами над ними. Фасади костелу на рівні першого поверху виконані також з елементами німецького ренесансу. Між собором і будинком причту був розбитий парк у англійському стилі.
Нинішній головний фасад будинку причту, як і костелу обернений на Північно-Захід, апсида колишнього домового (нині головної) храму розташована у південно-східній частині будинку. Отвори потрійних вікон виконані у характерному романському стилі, білого кольору, вони створюють контраст з цегляними стінами з червоної цегли, які первісно були непофарбовані. Новий коричневий колір фасадів придає будинку більш стриманий вигляд.